# Massproduktion
För skivbolaget, se Massproduktion (skivbolag).

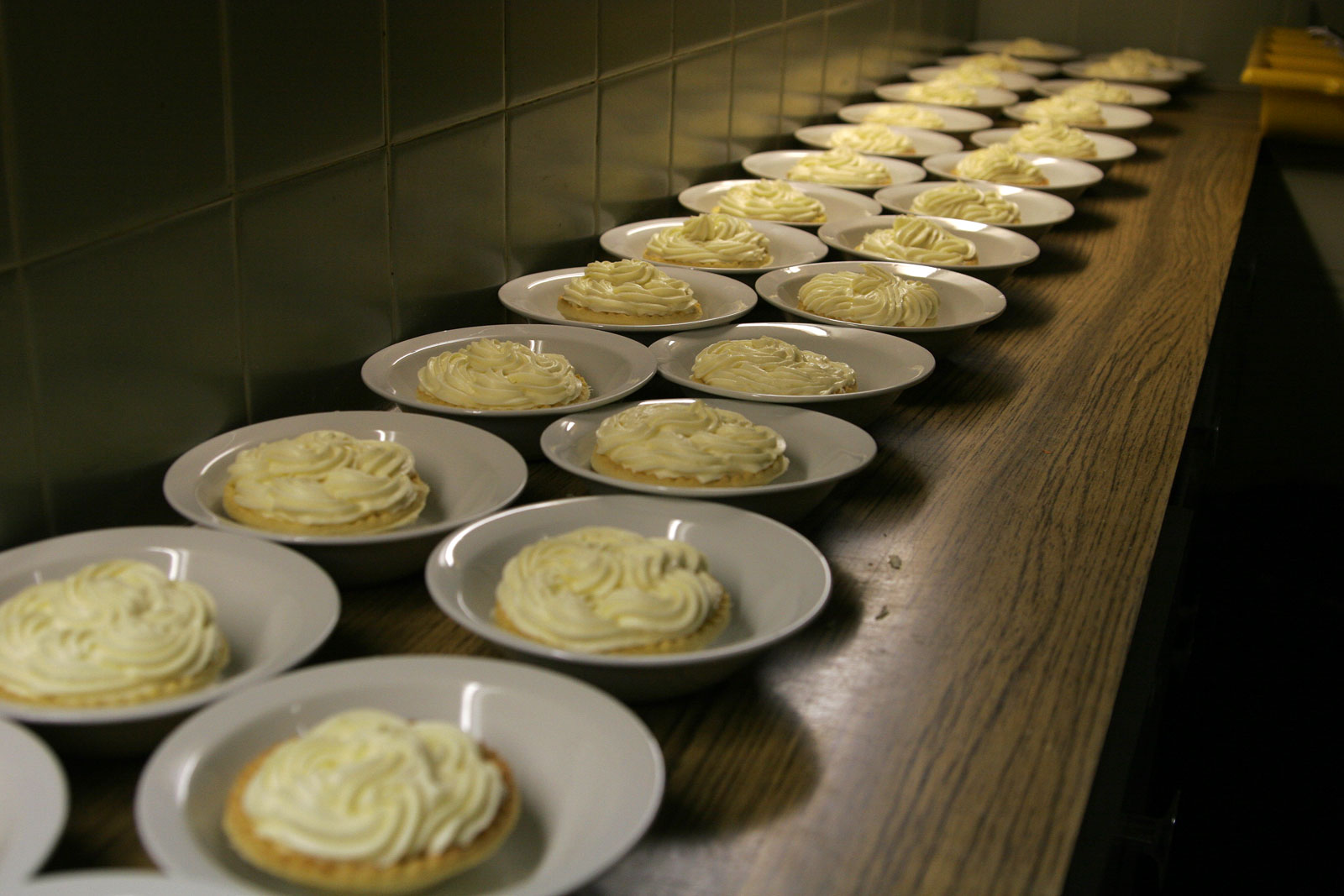
Massproduktion av mat.

Massproduktion, serietillverkning, är industriell produktion av varor i stor skala.
Massproduktion är ett typexempel på produktion som ger stordriftsfördelar. Det utvecklades under industriella revolutionen.
Fördelar:
- Lågt pris till kund
- Hög volym
- Kort lärandeprocess

Nackdelar:
- Låg flexibilitet